# Chinese Surinamers

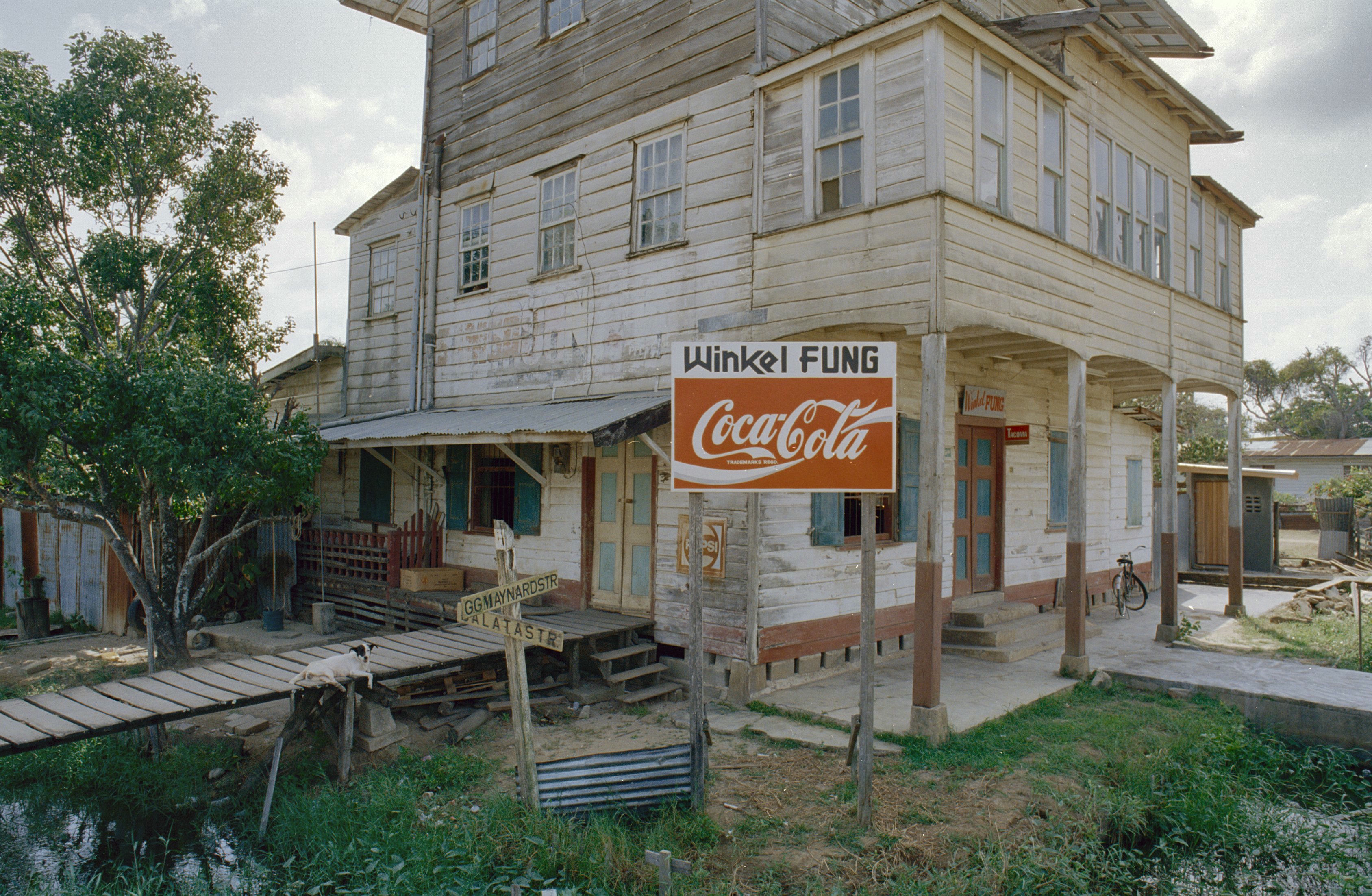
Chinese winkel

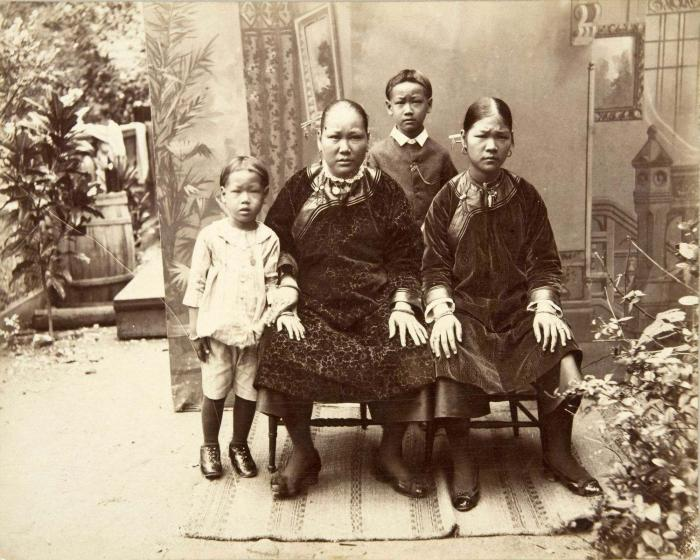
Chinese migrantenfamilie: 2 vrouwen en 2 jongetjes

Chinese Surinamers zijn inwoners van Suriname met een Chinese achtergrond. Chinese Surinamers maken een klein deel uit van de Surinaamse bevolking. De meerderheid van de Chinese Surinamers is Hakka en heeft Dongguan of Meixian als jiaxiang. Ze wonen voornamelijk in Paramaribo en Wanica.
Relatief veel Chinese Surinamers zijn actief in de detailhandel en het zakenwezen. Zes procent van de Chinezen in Nederland komt uit Suriname.
Tussen 2003 en 2006 werd het Vriendschapspark langs de Jagernath Lachmonstraat aangelegd.

## Geschiedenis

### Contractarbeiders

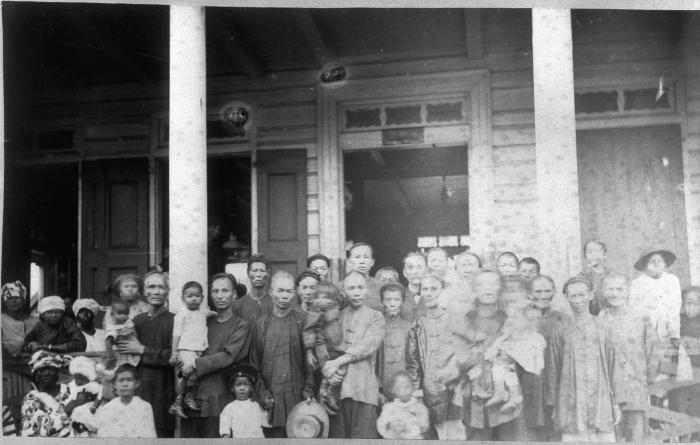
Chinese mannen en hun creoolse echtgenotes

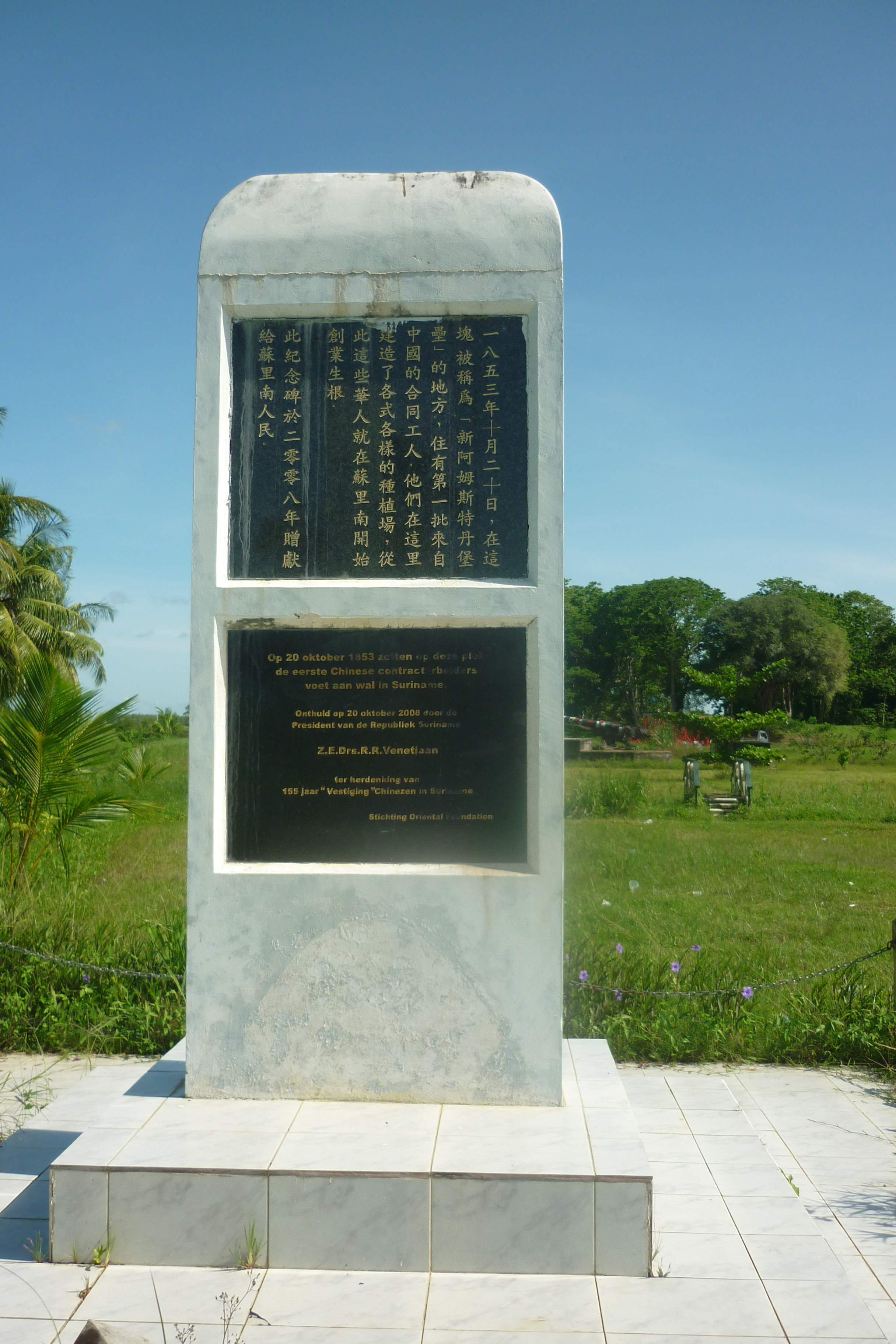
Monument ter herinnering aan de komst van de eerste Chinese contractarbeiders

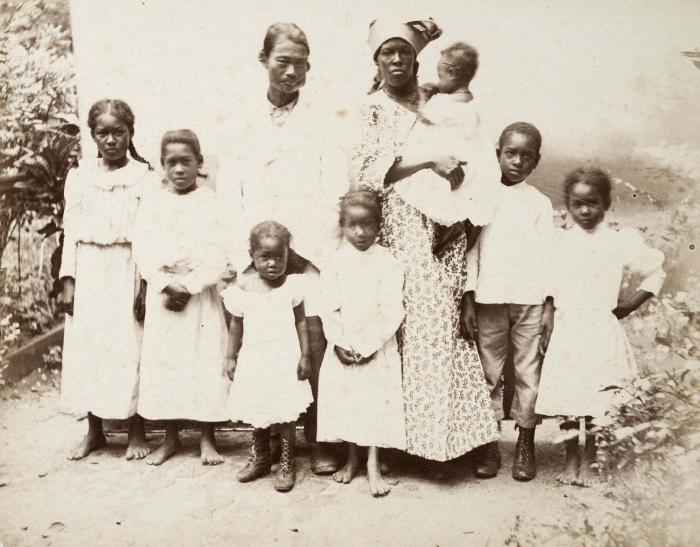
Een Chinese man met zijn creoolse vrouw en hun nageslacht

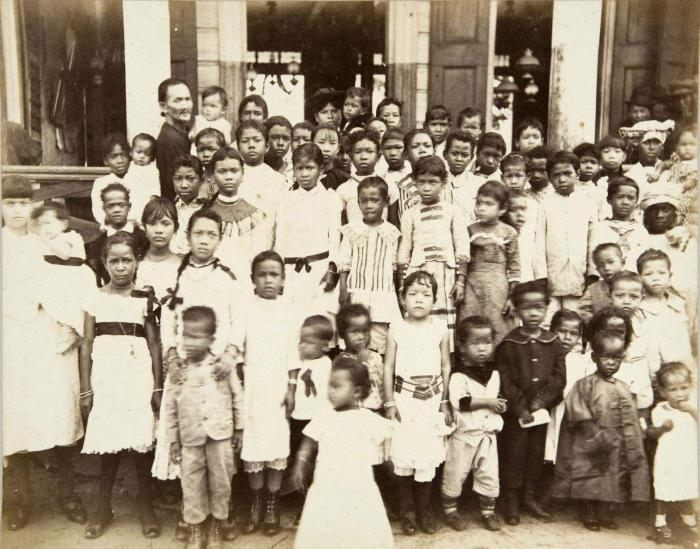
Kinderen van Chinese en creoolse afkomst

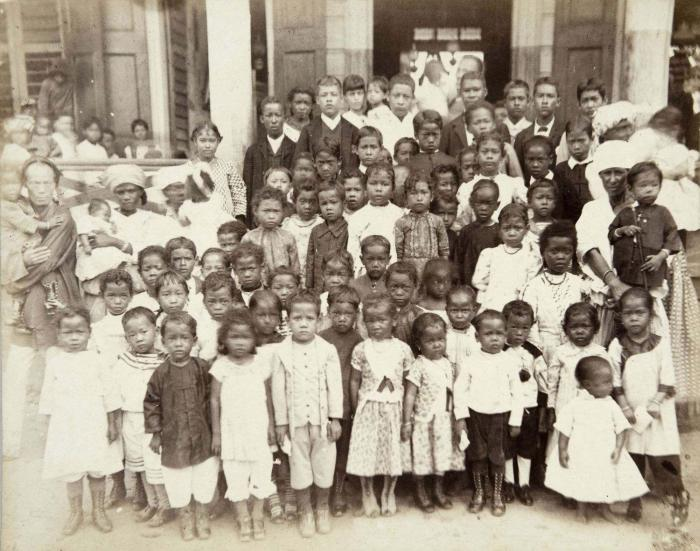
Kinderen van Chinese en creoolse afkomst

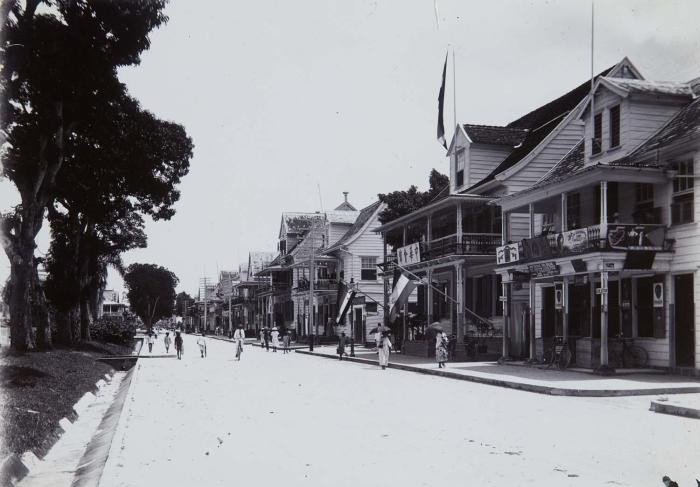
Verenigingsgebouw van Chung Fa Foei Kon (蘇利南中華會館) in Paramaribo

In 1853 vreesden planters in Suriname een tekort aan arbeidskrachten wanneer tot afschaffing van de slavernij zou worden overgegaan. Zij vroegen het gouvernement steun bij het werven van andere werkkrachten uit het buitenland.
Het gouvernement van Java wierf een groep van 18 Chinezen voor contractarbeid op de gouvernementsplantage Catharina Sophia in Saramacca, Suriname. Vanwege de hoge wervingskosten werd besloten een tweede groep niet uit Java maar uit China zelf te laten komen. In 1858 werden vijfhonderd Chinese arbeiders geronseld onder bemiddeling van de Nederlandse consul in Macau.
Ze kwamen in april aan in Suriname, maar daar bleek dat niemand hen wilde huren zolang men slaven voor niets kon laten werken.
Hierop werd het gesloten contract buiten de Chinezen om gewijzigd door gouverneur Charles Pierre Schimpf ten voordele van de huurders. De Chinezen werden volkomen als slaven behandeld. Toen zij hiertegen in verzet kwamen werden zij zonder vorm van proces, in strijd met de reglementen, door de politie met rietslagen gestraft, een handeling die telkens weer herhaald werd.
In interpellatie (formele vraag om inlichtingen) aan de Minister van Koloniën, Rochussen, hielp niet.
Uiteindelijk kwamen in de jaren vijftig en zestig van de 19e eeuw ongeveer 2500 Chinezen naar Suriname. De meesten werden als contractarbeiders tewerkgesteld op de plantages. Na afloop van hun contract gingen velen de handel in, meestal de kleinhandel in levensmiddelen. De meesten zijn getrouwd met niet-Chinese vrouwen. Degenen die wel met Chinese vrouwen trouwden, trouwden veelal met een zogenaamde 'importbruid' uit Azië.
De eerste groepen naar koloniaal Suriname kwamen, waren vooral Hakka-Chinezen uit de provincie Guangdong.
Sinds de jaren zestig van de 20e eeuw zijn daarnaast duizenden Chinezen van Suriname naar Nederland geëmigreerd.

### Latere immigranten
Later kwamen anderen als vrije arbeider, handelaar of winkelbediende naar Suriname, vooral in de jaren vijftig en zestig van de 20e eeuw.
Vanaf medio 1990 kwam tijdens het kabinet-Venitiaan I (1991-1996) een georganiseerde stroom van nieuwe immigranten vanuit China. Tijdens Venetiaan was dit relatief nog een bescheiden stroom. Tijdens het kabinet-Wijdenbosch II, direct erna, en de kabinetten Bouterse I en II versnelde de instroom. In het jaar 2007 waren er meer dan 70.000 Chinezen in Suriname. De sterk groeiende behoefte van China aan bijvoorbeeld hout en mineralen maakt Suriname zeer aantrekkelijk voor Chinese ondernemers.
Medio jaren 2020 beheert deze nieuwe groep grote sectoren van de economie van Suriname. Nergens op het westelijk halfrond is relatief gezien zo'n grote groep Chinezen in een land gevestigd. Landen in de Caricom die de situatie in Suriname onderzochten, houden een kopie ervan in hun eigen land tegen vanwege de steun die uitgaat van de Volksrepubliek China.
De nieuwe Chinese migranten komen vooral uit de provincies Jiangxi, Fujian en Zhejiang. Zij worden in Suriname ook wel "zoutwater-Chinezen" genoemd.
De Chinezen namen in het midden- en kleinbedrijf lange tijd een vooraanstaande positie in en hun meestal goed opgeleide nakomelingen, volbloed Chinees of van gemengd bloed, zijn in allerlei maatschappelijke sectoren te vinden. Ook heeft de Surinaamse bevolking diverse gebruiken van Chinese origine overgenomen.
De winkels zijn in Suriname voor het overgrote deel in handen van Chinezen die erg ruime openingstijden aanhouden. Zij pachten ze van een paar grote spelers op de Surinaamse markt en krijgen na vijf tot tien jaar een steeds groter aandeel in de winkels. Een aanzienlijk deel van de nieuwkomers gaat gebukt onder misstanden vanuit eigen kring, waaronder schuldslavernij en criminaliteit. In de jaren 2020 is er daarnaast sprake van veel gewapende roofovervallen op Chinese winkels. In december 2022 voerden tientallen winkeliers daar protest tegen door een blanco papier op de winkel te plakken. Op 20 december 2022 gingen Chinese winkels in de ochtend massaal uit protest dicht na een oproep van de overkoepelende Suriname Chinese United Association (SCUA), Winkeliers- en Ondernemersvereniging Suriname (WOVS) en de Consumentenkring. Ruim 95% van de winkeliers gaf er landelijk gehoor aan.
Vanuit de Volksrepubliek China zijn er in de jaren 2010 en 2020 honderden miljoen USD aan investeringen naar Suriname gevloeid. Er wordt over het algemeen aangenomen dat het Chinese vasteland veel invloed heeft op de Chinese Surinamers.

## Cultuur
De Chinezen hebben eigen begraafplaatsen in Suriname door de inzet van Chung Fa Foei Kon, Fa Tjauw Song Foei en Kong Ngie Tong. Bij die laatste vereniging staat sinds 1966 een borstbeeld van Sun Yat-sen.
Tot 2011 was de eerste dag van Chinees Nieuwjaar een nationale vrije dag in heel Suriname. Minister Soewarto Moestadja van Binnenlandse Zaken zag het belang er niet meer van in. Achteraf werd een aanvraag gedaan bij het Ministerie van Binnenlandse Zaken voor de herintreding van de feestdag.

### Familienamen
De Chinese Surinamers zijn grotendeels van Hakka-afkomst. Daarom zijn hun voornamen en familienamen meestal geromaniseerd van het Hakkanees naar Nederlandse fonetische spelling. Het was vroeger gebruikelijk onder de Hakka dat men niet de volledige voornaam aan de overheidsinstanties of onbekenden gaf. De voornaam begon daarom vaak met "A" en dan een deel van de voornaam. Zo stond dhr. Lie Foek-Sjoe (李福壽) bijvoorbeeld ingeschreven als Lie Asjoe of Lie A-Sjoe. Of als Lie Afoek of Lie A-Foek. Kinderen die een vader van Chinese afkomst en moeder van niet-Chinese afkomst hadden, namen vaak de volledige Familienaam en voornaam van de vader over, waardoor veel Surinamers tegenwoordig de Chinese familienaam en voornaam van hun overgrootvader dragen. Zo zijn er bijvoorbeeld mensen die Andrea Lie-A-Sjoe, Andrea Lie-Asjoe, Andrea Lieasjoe of Humberto Tan-A-Kiam heten.
Hieronder staat een lijst van de in Suriname voorkomende Chinese familienamen. De lijst is afkomstig van de lijst van de Chinese begraafplaats van Suriname.
| traditioneel Chinees | vereenvoudigd Chinees | Nederlandse fonetische spelling | pinyin           |
| -------------------- | --------------------- | ------------------------------- | ---------------- |
| 王                   | 王                    | Wong                            | Wáng             |
| 丘                   | 丘                    | Jau                             | Qiu              |
| 馮                   | 冯                    | Foeng                           | Feng             |
| 盧                   | 卢                    | Lioe                            | Lu               |
| 葉                   | 叶                    | Jap                             | Ye               |
| 劉                   | 刘                    | Lieuw                           | Liu              |
| 江                   | 江                    | Kong                            | Jiang            |
| 何                   | 何                    | Ho                              | He (achternaam)  |
| 余                   | 余                    | Jie                             | Yu               |
| 鄒                   | 邹                    | Tjeeuw                          | Zōu              |
| 宋                   | 宋                    | Soeng                           | Song             |
| 張                   | 张                    | Tjon, Tjong, Jong, Tjoh         | Zhang            |
| 曾                   | 曾                    | Tjin                            | Zeng             |
| 陳                   | 陈                    | Tjin, Chin                      | Chen (naam)      |
| 李                   | 李                    | Lie                             | Li (李)          |
| 楊                   | 杨                    | Jong                            | Yang (杨)        |
| 蕭                   | 萧                    | Sjauw                           | Xiao             |
| 蘇                   | 苏                    | Soe                             | Sū               |
| 卓                   | 卓                    | Tjok                            | Zhuō             |
| 周                   | 周                    | Tjauw                           | Zhou             |
| 林                   | 林                    | Lam, Liem, Lim                  | Lin              |
| 羅                   | 罗                    | Lo                              | Luó              |
| 鐘                   | 钟                    | Chung, Joeng                    | Zhong            |
| 高                   | 高                    | Kauw                            | Gao (achternaam) |
| 黃                   | 黄                    | Wong                            | Huang            |
| 廖                   | 廖                    | Liao, Ljau                      | Liao             |
| 蔡                   | 蔡                    | Tsai                            | Cai              |
| 魏                   | 魏                    | Woei, Ngai                      | Wèi              |
| 洪                   | 洪                    | Fung                            | Hóng (洪)        |

## Religie
De Chinese Surinamers waren van oorsprong beoefenaars van de Chinese volksreligie. Door zendings- en missiewerk van Nederlanders zijn veel Chinese Surinamers bekeerd tot het christendom. Tot de jaren zestig van de 20e eeuw was de meerderheid van de Chinese christenen lid van de rooms-katholieke kerk van Suriname. Het katholiek zijn zou de onderwijskansen van het nageslacht bevorderen, omdat katholieke scholen in Suriname toentertijd zeer hoog werden aangeschreven. Ook was de kans om in Nederland te kunnen studeren groter voor katholieke bekeerlingen.
De Evangelische Broedergemeente Suriname in Suriname heeft aparte Chinese kerken die Hakkanees gebruiken bij de kerkdiensten.
Voorouderverering wordt jaarlijks door de meeste Chinese Surinamers gedaan tijdens het qingmingfestival.
Tegenwoordig is een herleving van Chinees boeddhisme onder veel Chinese Surinamers gaande. Na 2000 werd een boeddhistische tempel geopend in Suriname door Stichting Boeddhisme Suriname. Suriname Buddhist Association en Suriname Buddhism Common Practice Commission hebben ieder ook een eigen tempel.
Een minderheid van de Chinese Surinamers beoefent de syncretische ikwanisme.

## Bekende Surinamers van Chinese afkomst
- Jules Chin A Foeng
- Henk Chin A Sen
- Reinier Chin a Loi
- Imro Fong Poen
- Jozeph Enwoei Ho A Sjoe
- Jim Hok
- Ferdinand Jap A Joe
- Cornelis Jong Baw
- Harry Jong Loy
- Michael Jong Tjien Fa
- Allan Li Fo Sjoe
- Frederik Lim A Po
- Walter Lim A Po
- Mechtelly
- Sven Sjauw Koen Fa
- Martha Tjoe Nij
- Henk Tjon
- Renzo Tjon-A-Joe
- Erik Tjon Kie Sim
- Jack Tjon Tjin Joe
- Frits Tjong Ayong
- Gordon Touw Ngie Tjouw
- Paul Woei
- Sigi Wolf
- Frits Wols
- Dorothee Wong Loi Sing
- Leo Wong Loi Sing

## Nederlanders van Chinees-Surinaamse afkomst
- Cerezo Fung a Wing
- Lilian Gonçalves-Ho Kang You
- John Lie A Fo
- Guillaume Lo-A-Njoe
- Calvin Jong-A-Pin
- William Man A Hing
- Etienne Shew-Atjon
- Humberto Tan
- Evita Tjon A Ten
- Carry-Ann Tjong Ayong
- Dolf Wong Lun Hing

## Media
- Surinaams Chinees Televisie Station
- Kong Ngie Tong Sang Dagblad
- Chung Fa Dagblad/Chung Fa Ngit Pao

## Organisaties
- Suriname-China Friendship Association, vereniging samen met de Volksrepubliek China
- Suriname Chinese United Association, koepelorganisatie
- Suriname Chinese Business Alliance, koepelorganisatie
- Charity Association Suriname-China
- Chinese CAMA Kerk
- Chinese kerk der E.B.G.S.
- Chinese kerk te Combe
- Chinese School van Suriname/Kong Ngie Tong Chinese school (蘇里南中文學校)
- Chinese Vereniging Zhejiang/Zhe Kang Tong Xiang (蘇里南浙江同鄉會)
- Chinese Vrouwenfederatie in Suriname (蘇里南華人婦女會)
- Chung Fa Foei Kon
- Chung Tjauw Fu Li Foei (中僑福利會)
- Dongguan Tongxianghui (蘇里南東莞同鄉會)
- Fa Foe Foei
- Fa Tjauw Song Foei
- Fujian Tongxianghui
- Guangzhou Tongxianghui
- Guomindang in Suriname
- Hainan Tongxianghui
- Kong Ngie Tong Sang, oudste Chinees-Surinaamse vereniging[17]
- Miss Chinese Solidarity Suriname
- Miss Chinese Suriname
- Stichting Boeddhisme Suriname
- Suriname Buddhism Common Practice Commission
- Suriname Buddhist Association
- Suriname-Taiwan Friendship Foundation
- Tshoeng Tjien Kerk der E.B.G.S.
- Zhejiang handelsvereniging in Suriname (蘇里南浙江商會)

## Chinese markten
- Kong Ngie Tong Sang-zondagmarkt, Grote Combéweg/Van Sommelsdijckstraat
- Chinese zondagmarkt van Soeng Ngie, Wilhelminastraat

## Monumenten
- Vriendschapsmonument 1853-2003, Paramaribo
- Monument 155 jaar Chinese immigratie, Nieuw-Amsterdam
- Monument 170 jaar Chinese immigratie, Nieuw-Nickerie